# La Grande-Paroisse
La Grande-Paroisse är en kommun i departementet Seine-et-Marne i regionen Île-de-France i norra Frankrike. Kommunen ligger i kantonen Montereau-Fault-Yonne som tillhör arrondissementet Provins. År 2022 hade La Grande-Paroisse 2 899 invånare.

## Befolkningsutveckling
Antalet invånare i kommunen La Grande-Paroisse
| Referens: INSEE |